# Copestylum metallifera
Copestylum metallifera là một loài ruồi trong họ Ruồi giả ong (Syrphidae). Loài này được Walker miêu tả khoa học đầu tiên năm. Copestylum metallifera phân bố ở miền Tân bắc